# Aiga-i-le-Tai
Pour les articles homonymes, voir Aiga.
Aiga-i-le-Tai est un district des Samoa.

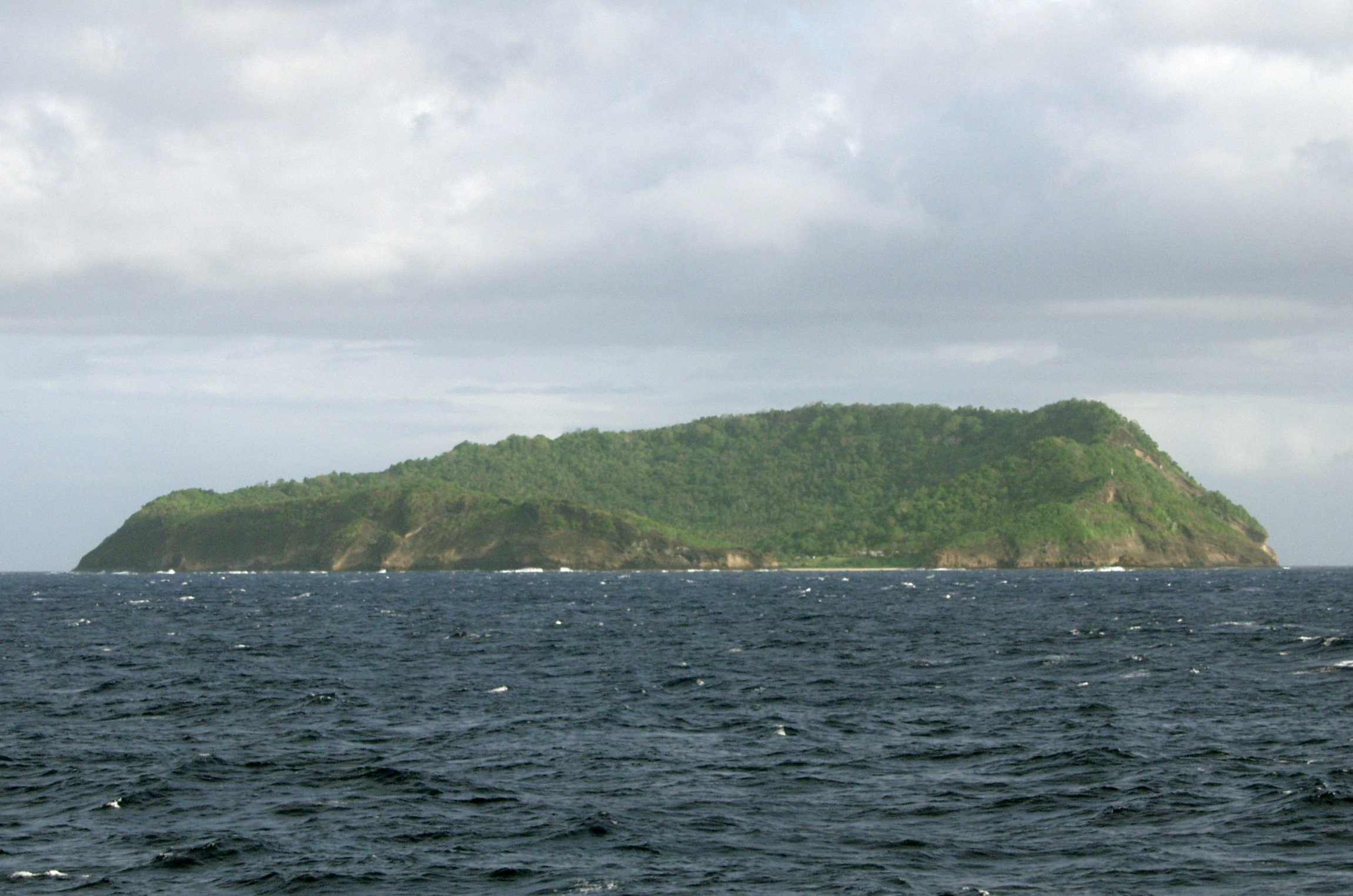
Île d'Apolima